# مايك وارن
مايك وارن (بالإنجليزية: Mike Warren)‏ هو لاعب كرة قاعدة أمريكي، ولد في 26 مارس 1961 في إنغليووود في الولايات المتحدة.

## وصلات خارجية
- مايك وارن على موقع دوري كرة القاعدة الرئيسي (الإنجليزية)
- مايك وارن على موقعبيزبول رفرنس.كوم (الدوري الرئيسي) (الإنجليزية)
- مايك وارن على موقعبيزبول رفرنس.كوم (الدوري الثانوي) (الإنجليزية)
- مايك وارن على موقع إي إس بي إن.كوم (أم.أل.بي) (الإنجليزية)
- مايك وارن على موقع مشجعي الرسوم البيانية (الإنجليزية)